# Zabiele (Toporów)
Zabiele (niem. Zobel Vorwerk) – opuszczona osada wsi Toporów w Polsce, położona w województwie lubuskim, w powiecie świebodzińskim, w gminie Łagów, do 1945 roku niemiecki folwark.
W latach 1975–1998 osada położona była w województwie zielonogórskim.